# 13484 Jinnylin
13484 Jinnylin eller 1981 EA16 är en asteroid i huvudbältet som upptäcktes den 1 mars 1981 av den amerikanska astronomen Schelte J. Bus vid Siding Spring-observatoriet. Den är uppkallad efter Jinny Lin.
Asteroiden har en diameter på ungefär 2 kilometer.